# 24265 Banthonytwarog
24265 Banthonytwarog è un asteroide della fascia principale. Scoperto nel 1999, presenta un'orbita caratterizzata da un semiasse maggiore pari a 2,1727333 au e da un'eccentricità di 0,1776876, inclinata di 5,48250° rispetto all'eclittica.
L'asteroide è dedicato all'astronoma statunitense Barbara J. Anthony-Twarog.